# Vila Real
Vila Real (pronunciado [ˈvilɐ ʁiˈaɫ]ⓘ; tradicionalmente en castellano, Villarreal)[cita requerida] es una ciudad portuguesa, capital del distrito homónimo, situada en la región de Trás-os-Montes (Norte). Se localiza en el límite de la Terra Quente, cerca de la sierra de Marão y frente a otra imponente sierra, la de Alvão, cuya altitud máxima es de 1315 metros. El caserío de la villa ocupa un valle, al borde de un acantilado excavado por los ríos Corgo y Cabril.
La villa, con verano cálidos e inviernos fríos, contaba en 2021 con 49 574 habitantes con un aumento del 34,6% con respecto a la de 1960 (al contrario de lo acontecido en el distrito y el municipio), debido al crecimiento industrial (textil y automóvil) y a la creación de un importante polo cultural a partir de la Universidad de Tras-los-Montes y Alto Duero (6000 alumnos). Por eso, el envejecimiento de la población es menos notable, con un 29,9% de jóvenes, un 55,5% de adultos y un 14,7% de ancianos. La población activa está dedicada a las actividades terciarias (84,6%) y a la industria (14,2%).

## Símbolos
Mientras Juan I de Portugal buscaba gobernadores para Ceuta, el joven Pedro de Menezes estaba cerca, jugando distraídamente a la choca (una especie de hockey medieval) con un palo de zambujeiro o Aleo (olivo silvestre). Escuchando a todos los altos nobles inventando excusas para evitar el trabajo, el joven Pedro de Menezes dio un paso adelante y se acercó al rey con su palo de juego (aleo) en la mano y le dijo que, con solo ese palo, podía defender a Ceuta de todo el poder de Marruecos. Como resultado de esta historia, a todos los futuros gobernadores portugueses de Ceuta se les presentaría un personal de zambujeiro como símbolo de su cargo en su investidura. El aleo que fue utilizado por Pedro se conserva en la Santuario de Santa María de África en Ceuta, la estatua de Maria sostiene el aleo.
Se puede ver 'Aleu' o 'aleo' en el escudo de armas de Alcoutín y Vila Real, donde los descendientes de Pedro se hicieron Conde de Alcoutim o Conde de Vila Real, respectivamente.

## Demografía
| Gráfica de evolución demográfica de Vila Real entre 1864 y 2021 |
|                                                                 |
| Datos según el nomenclátor publicado por el INE portugués.      |

## Geografía

### Clima
Vila Real tiene un clima Csb (templado con verano seco y templado) según la clasificación climática de Köppen en transición a un clima Csa.
| Parámetros climáticos promedio de Vila Real en el periodo 1971-2000                                                                               | Parámetros climáticos promedio de Vila Real en el periodo 1971-2000 | Parámetros climáticos promedio de Vila Real en el periodo 1971-2000 | Parámetros climáticos promedio de Vila Real en el periodo 1971-2000 | Parámetros climáticos promedio de Vila Real en el periodo 1971-2000 | Parámetros climáticos promedio de Vila Real en el periodo 1971-2000 | Parámetros climáticos promedio de Vila Real en el periodo 1971-2000 | Parámetros climáticos promedio de Vila Real en el periodo 1971-2000 | Parámetros climáticos promedio de Vila Real en el periodo 1971-2000 | Parámetros climáticos promedio de Vila Real en el periodo 1971-2000 | Parámetros climáticos promedio de Vila Real en el periodo 1971-2000 | Parámetros climáticos promedio de Vila Real en el periodo 1971-2000 | Parámetros climáticos promedio de Vila Real en el periodo 1971-2000 | Parámetros climáticos promedio de Vila Real en el periodo 1971-2000 |
| Mes | Ene.                                                                | Feb.                                                                | Mar.                                                                | Abr.                                                                | May.                                                                | Jun.                                                                | Jul.                                                                | Ago.                                                                | Sep.                                                                | Oct.                                                                | Nov.                                                                | Dic.                                                                | Anual                                                               |
| --- | ------------------------------------------------------------------- | ------------------------------------------------------------------- | ------------------------------------------------------------------- | ------------------------------------------------------------------- | ------------------------------------------------------------------- | ------------------------------------------------------------------- | ------------------------------------------------------------------- | ------------------------------------------------------------------- | ------------------------------------------------------------------- | ------------------------------------------------------------------- | ------------------------------------------------------------------- | ------------------------------------------------------------------- | ------------------------------------------------------------------- |
| Temp. máx. media (°C) | 9.5                                                                 | 11.8                                                                | 14.5                                                                | 16.4                                                                | 19.7                                                                | 25.0                                                                | 28.7                                                                | 28.7                                                                | 26.0                                                                | 18.9                                                                | 13.6                                                                | 10.4                                                                | 18.6                                                                |
| Temp. media (°C) | 5.8                                                                 | 7.7                                                                 | 9.5                                                                 | 11.3                                                                | 14.1                                                                | 18.6                                                                | 21.5                                                                | 21.3                                                                | 19.4                                                                | 14.0                                                                | 9.5                                                                 | 7.0                                                                 | 13.3                                                                |
| Temp. mín. media (°C) | 2.1                                                                 | 3.5                                                                 | 4.6                                                                 | 6.2                                                                 | 8.5                                                                 | 12.2                                                                | 14.4                                                                | 13.9                                                                | 12.7                                                                | 9.0                                                                 | 5.4                                                                 | 3.5                                                                 | 8                                                                   |
| Precipitación total (mm) | 144.1                                                               | 158.7                                                               | 82.6                                                                | 82.3                                                                | 66.5                                                                | 54.1                                                                | 17.1                                                                | 17.1                                                                | 49.0                                                                | 116.9                                                               | 110.7                                                               | 174.6                                                               | 1073.7                                                              |
| Días de precipitaciones (≥ 1 mm) | 14.9                                                                | 14.1                                                                | 13.0                                                                | 13.8                                                                | 11.9                                                                | 8.5                                                                 | 4.6                                                                 | 4.0                                                                 | 6.8                                                                 | 12.7                                                                | 11.7                                                                | 13.7                                                                | 129.7                                                               |
| Fuente: Instituto de Meteorología, IP Portugal. Datos de precipitación y temperatura para el periodo 1971-2000 en Vila Real 23 de octubre de 2012 |                                                                     |                                                                     |                                                                     |                                                                     |                                                                     |                                                                     |                                                                     |                                                                     |                                                                     |                                                                     |                                                                     |                                                                     |                                                                     |

### Organización territorial

Freguesias del municipio de Vila Real

El municipio de Vila Real está formado por veinte freguesias:
- Abaças
- Adoufe e Vilarinho de Samardã
- Andrães
- Arroios
- Borbela e Lamas de Olo
- Campeã
- Constantim e Vale de Nogueiras
- Folhadela
- Guiães
- Lordelo
- Mateus
- Mondrões
- Mouçós e Lamares
- Nogueira e Ermida
- Parada de Cunhos
- Pena, Quintã e Vila Cova
- São Tomé do Castelo e Justes
- Torgueda
- Vila Marim
- Vila Real

## Historia
La zona ya estaba habitada en el Paleolítico, si bien la población no nace hasta 1285, cuando el propio rey Dionisio I eligió el emplazamiento de la villa que él quería que fuese «cabeza y centro de la antiquísima Panóias».
Panóias no era una localidad sino una amplia comarca geográfica, rica en tiempo de los romanos por sus muchos ríos, minas y vinedos.
El rey Dinis escogió para construir esta villa una colina, rocosa e inaccesible, situada cerca del camino que iba desde el Norte hasta Amarante; limitada por los cauces de los ríos Corgo y Cabril, gracias a cuyas rápidas aguas podían moverse las 40 aceñas en las que se molía el trigo para el pan de la gente de la villa. Todo el recinto primitivo fue cercado por una muralla, que no se concluyó hasta el siglo XIV, y se construyeron dos torres defensivas, unidas por la rua Direita, y una iglesia dedicada a San Dinis (Dionisio en castellano), que era un santo sin devoción entre los lugareños, pero patrón del Rey.
La villa creció deprisa por la proximidad de los campos de cepas lo que hizo que los mercaderes se instalasen en ella en buen número, formando una comunidad laboriosa y rica (bodegueros, fabricantes de barricas que aprovechaban la abundancia de roble...)
El Tratado de Methuen (1703) supuso el inicio de la edad de oro de Vila Real trayendo consigo más negocios y oficios relacionados con el comercio del vino. Vila Real, que a comienzos del siglo XVIII tenía 3500 habitantes, se convirtió en poco tiempo en la mayor urbe de todo el NE de Portugal.
Fue fundada por campesinos y pastores, para crear un lugar cercano de las cosechas donde residir.
En el año 1300, un devastador incendio la destruyó, y se refundó como ciudad en el 1336.

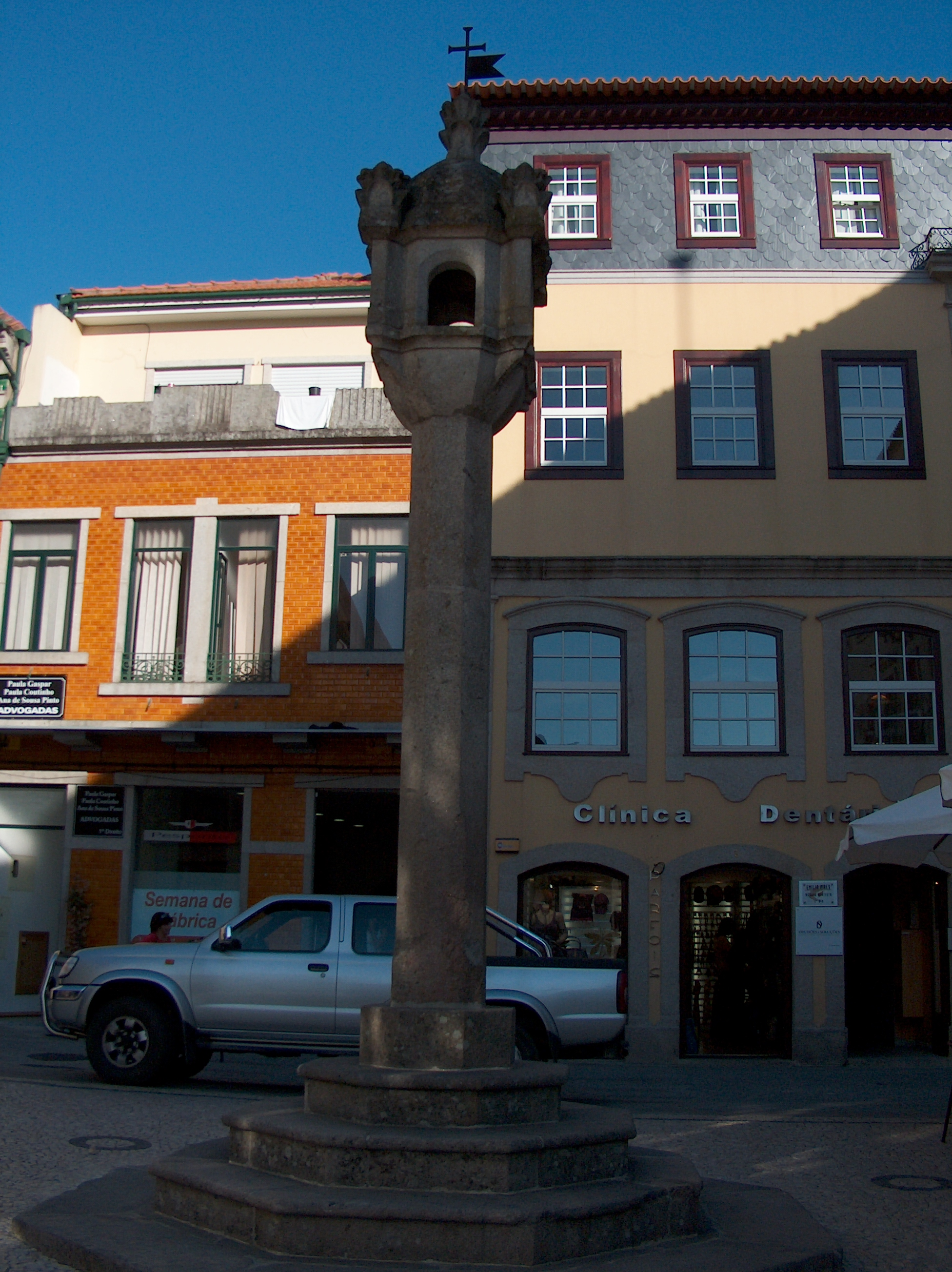
Picota de Vila Real
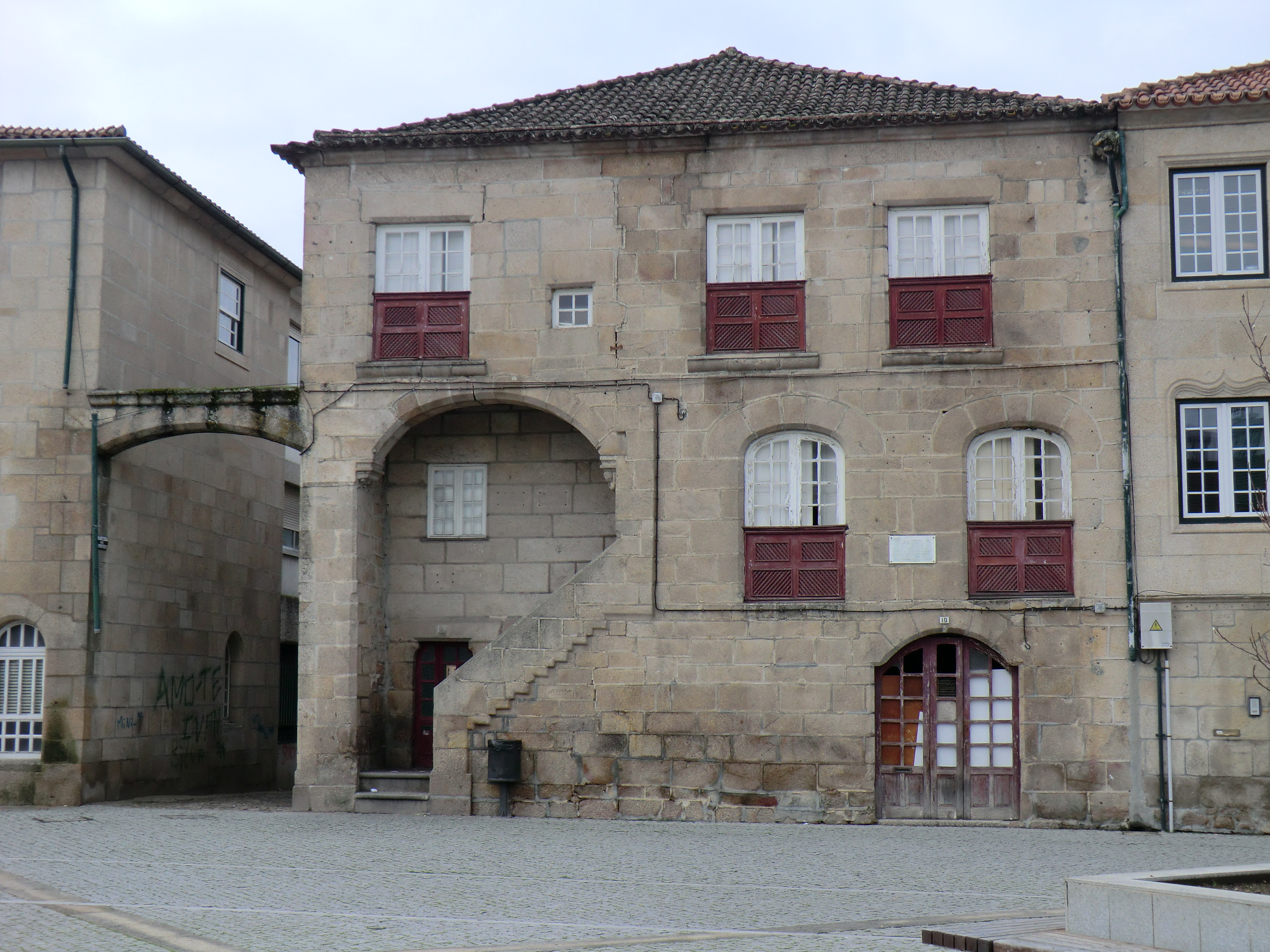
Casa natal de Diogo Cão.

## Patrimonio
- Iglesia de São Domingos/Catedral de Vila Real
- Iglesia de São Antón.
- Capilla de la Misericórdia
- Capilla de São Brás y el túmulo de Teixeira de Macedo
- Capilla do Espírito Santo o Capilla do Bom Jesus del Hospital
- Casa de Diogo Cão, construida en la segunda mitad del siglo XV en donde, supuestamente, nació el navegante, Diogo Cão, que descubrió la hoz del río Zaire
- Casa de los Brocas, construida por iniciativa de Camilo Castelo Branco, y en este lugar residió durante algún tiempo
- Casa de los Marqueses de Vila Real, con una bella ventana en estilo manuelino, donde estos residieron hasta que cayeron en desgracia debido a su implicación en la conjura contra D. João IV, en 1641
- Iglesia de São Pedro
- Iglesia dos Clérigos/Capela Nova, de traza barroca, cuya autoría es atribuida a Nicolau Nasoni
- Picota de Vila Real
- Palacio de Mateus, este ya en la feligresía con el mismo nombre, cuyo autor es Nicolau Nasoni
- Torre de Quintela, localizada en la feligresía de Vila Marim
- Varios solares blasonados que existen en la parte más antigua de la ciudad
- Universidad de Tras-los-Montes y Alto Duero
- Jardín Botánico de la UTAD

## Hermanamientos
- Mende (Francia)
- Benavente, España.
- Orense (España)
- Grasse (Francia)
- Osnabrück (Alemania)

## Deportes
El deporte más popular en Vila Real es el fútbol.
Los principales equipos son el Sport Clube de Vila Real, el Abambres Sport Clube y FC Diogo Cão. 
Estos equipos son especialmente fuertes en sus categorías inferiores e incluso participan en las ligas nacionales.
Simão Sabrosa y Paulo Alves han sido dos de los jugadores que iniciaron su carrera futbolística en los equipos locales citados.
El equipo de fútbol sala de Vila Real, AAUTAD/Realfut juega en la primera división portuguesa.